# Авакян Борис Петрович
Борис Петрович Авакя́н (нар. 7 грудня 1928 Горячеводський — пом. 5 листопада 1997) — радянський вчений в галузі біотехнології, біохімії і мікробіології вина. Доктор біологічних наук з 1970 року, професор з 1971 року, член-кореспондент Академії сільськогосподарських наук Італії. Член КПРС з 1958 року.

## Біографія
Народився 7 грудня 1928 року в селищі міського типу Горячеводському в Ставропольському краї. У 1952 році закінчив Ленінградський технологічних інститут харчової промисловості за спеціальністю інженер-технолог-винороб, після чого:
- У 1952—1956 роках працював на заводі шампанських вин;
- у 1956—1958 роках у республіканській харчовій лабораторії;
- у 1959—1977 роках в Науково-дослідному інституті виноградарства, виноробства і плодівництва.
- у 1977—1985 роках — начальник Головного управління науки і пропаганди Міністерства сільського господарства Вірменської РСР;
- з 1985 по 1993 рік завідував відділом мікробіології і біотехнології, а з 1994 року відділом технології вин і коньяку Вірменського науково-дослідного інституту виноградарства, виноробства і плодівництва.

Помер 5 листопада 1997 року в Єревані.

## Наукова робота
1960 року захистив кандидатську дисертацію на тему «Зброжування виноградного сусла у непреривному потоці», а в 1969 році докторську, присвячену мікрофлорі вин і дії фізичних факторів на її життєдіяльність.
Творець нового напряму по утилізації відходів виноградарства і виноробства для отримання білково-вітамінного продукту. Вивчив дію ультразвукових хвиль, інфрачервоних і ультрафіолетових променів на мікрофлору вина; розробив і впровадив в практику безперервний спосіб зброджування виноградного сусла в потоці, теорію і практику холодної стерилізації вина в потоці з одночасним впливом ультразвукових хвиль і ультрафіолетових променів та інше.
Автор понад 300 наукових робіт і 20 винаходів. Серед робіт:
- Первичное виноделие. — Єреван, 1959 (у співавторстві з А. М. Самвелян)(вірм.);
- Стерилизация вина холодильным способом. — Москва, 1972(рос.);
- Микрофлора продуктов переработки винограда — Єреван: Айастан, 1988(рос.).